# Републикански път III-1008
Републикански път IIІ-1008 е третокласен път, част от Републиканската пътна мрежа на България, на територията на област Благоевград, Община Струмяни. Дължината му е 35,9 km.
Пътят се отклонява надясно при 417,1 km на Републикански път I-1 в село Струмяни, веднага пресича река Струма, минава през село Микрево и се насочва на запад като започва изкачване по източните склонове на Малешевска планина. След като премине през село Раздол пътят достига до село Клепало, където свършва. От там до границата със Северна Македония на билото на Малешевска планина предстои изграждането му, а също и строителство на ГКПП Струмяни, който сега е в проект. От македонска страна ГКПП Берово е изграден.
| Пътища, отклоняващи се надясно (населено място, № на пътя, посока на пътя) | km   | Пътища, отклоняващи се наляво (посока на пътя, № на пътя, населено място) |
| -------------------------------------------------------------------------- | ---- | ------------------------------------------------------------------------- |
| Община Струмяни, I-1, 417,1 km, с. Струмяни →                              | 0,0  | → с. Струмяни, 417,1 km, I-1, Община Струмяни                             |
| (до гр. Кресна) III-1082, 18,5 km, с. Микрево ←                            | 2,0  | ← с. Микрево, 18,5 km, III-1082 (до 3.1 km на III-108)                    |
| (за с. Цапарево) общински път ←                                            | 17   |                                                                           |
| (за с. Горна Рибница) общински път ←                                       | 24,1 |                                                                           |
| с. Раздол                                                                  | 27   | с. Раздол                                                                 |
|                                                                            | 29   | → общински път (за с. Добри лаки)                                         |
| с. Клепало                                                                 | 31,9 | с. Клепало                                                                |
| ГКПП Струмяни, граница със Северна Македония                               | 35,9 | граница със Северна Македония, ГКПП Струмяни                              |